# 1948年冬季奥林匹克运动会阿根廷代表团
1948年冬季奥林匹克运动会阿根廷代表团参加了在瑞士圣莫里茨举办的1948年冬季奥林匹克运动会，但在奖牌上并无斩获。